# Долганський алфавіт
У 1933 виданий на якутській мові буквар, пристосований для долганської школи.
У 1961 невеликі долганські тексти опубліковані в газеті «Советский Таймыр» (Радянський Таймир).
У 1973 видана перша книга на долганській мові — збірка віршів Огдо Аксьонової. У цьому збірнику використовувався якутський алфавіт.
У 1984 вийшов перший долганський буквар.
Алфавіт перших долганських букварів мав такий вигляд: А а, Б б, В в, Г г, Д д, Дь дь, Е е, Ё ё, Ж ж, З з, И и, Иэ иэ, Й й, К к, Л л, М м, Н н, Ӈ ӈ, Нь нь, О о, Ө ө, П п, Р р, С с, Т т, У у, Уо уо, Ү ү, Үө үө, Ф ф, Х х, Һ һ, Ц ц, Ч ч, Ш ш, Щ щ, Ъ ъ, Ы ы, Ыа ыа, Ь ь, Э э, Ю ю, Я я.
Сучасний долганський алфавіт
| А а | Б б | В в | Г г | Д д | Е е | Ё ё | Ж ж |
| З з | И и | Й й | К к | Һ һ | Л л | М м | Н н |
| Ӈ ӈ | О о | Ө ө | П п | Р р | С с | Т т | У у |
| Ү ү | Ф ф | Х х | Ц ц | Ч ч | Ш ш | Щ щ | Ъ ъ |
| Ы ы | Ь ь | Э э | Ю ю | Я я |     |     |     |